# Линкольн (округ, Кентукки)
Ли́нкольн (англ. Lincoln County) — округ в США, штате Кентукки. Был официально образован в 1780 году, получил своё название по имени шестнадцатого президента США Авраама Линкольна. По состоянию на 2010 год, численность населения округа составляла 24 742 человека.

## География
По данным Бюро переписи США, общая площадь округа равняется 871 км², из которых 1 км² или 0,06 % это водоёмы.

### Соседние округа
- Бойл (Кентукки) — северо-запад
- Гаррард (Кентукки) — северо-восток
- Роккасл (Кентукки) — восток
- Пьюласки (Кентукки) — юг
- Кейси (Кентукки) — запад

## Демография
По данным переписи населения 2000 года в округе проживает 23 361 жителей в составе 9 206 домашних хозяйств и 6 729 семей. Плотность населения составляет 27 человек на км². На территории округа насчитывается 10 127 жилых строений, при плотности застройки 12 строения на км². Расовый состав населения: белые — 96,12 %, афроамериканцы — 2,53 %, коренные американцы (индейцы) — 0,15 %, азиаты — 0,10 %, представители других рас — 0,38 %, представители двух или более рас — 0,72 %. Испаноязычные составляли 0,89 % населения.
В составе 33,70 % из общего числа домашних хозяйств проживают дети в возрасте до 18 лет, 58,60 % домашних хозяйств представляют собой супружеские пары проживающие вместе, 10,30 % домашних хозяйств представляют собой одиноких женщин без супруга, 26,90 % домашних хозяйств не имеют отношения к семьям, 23,60 % домашних хозяйств состоят из одного человека, 10,50 % домашних хозяйств состоят из престарелых (65 лет и старше), проживающих в одиночестве. Средний размер домашнего хозяйства составляет 2,51 человека, и средний размер семьи 2,95 человека.
Возрастной состав округа: 25,70 % моложе 18 лет, 8,40 % от 18 до 24, 29,80 % от 25 до 44, 23,10 % от 45 до 64 и 13,10 % от 65 и старше. Средний возраст жителя округа 37 лет. На каждые 100 женщин приходится 96,30 мужчин. На каждые 100 женщин старше 18 лет приходится 94,10 мужчин.
Средний доход на домохозяйство в округе составлял 26 542 USD, на семью — 32 284 USD. Среднестатистический заработок мужчины был 26 395 USD против 20 517 USD для женщины. Доход на душу населения был 13 602 USD. Около 16,40 % семей и 21,10 % общего населения находились ниже черты бедности, в том числе — 27,10 % молодёжи (тех кому ещё не исполнилось 18 лет) и 22,90 % тех кому было уже больше 65 лет.